# Jenova Chen
Jenova Chen, Xinghan Chen (chino simplificado: 陈星汉; chino tradicional: 陳星漢; pinyin: Chén Xīnghàn, Shanghái, 8 de octubre de 1981) es un diseñador de videojuegos chino conocido por Thatgamecompany o Gamasutra.

## Biografía
Jenova Chen nació y creció en Shanghái, y estudió bellas artes en la Universidad del Sur de California.

## Juegos
- 2005: Cloud
- 2006: flOw
- 2009: Flower
- 2012: Journey
- 2019: Sky: Niños de la luz